# 我們可以相愛嗎
《我們可以相愛嗎》是韓國JTBC於2014年1月6日起播出的月火迷你連續劇，改編自韓國小說《媽媽也需要男人》（엄마에겐 남자가 필요해），由《我叫金三順》、《我們可以結婚嗎》金允哲導演搭檔情境劇《全部我的愛》、《Stand By》編劇朴敏貞打造，講述年近四十的離婚女、大齡單身女和全職主婦三個女人的故事。
本劇結局收視打敗同時段的KBS電視劇《陽光滿溢》，為JTBC月火劇首次取得超越地上波收視的紀錄。

## 劇情
自學生時期便是摯友的三個女人：離婚的單親媽媽尹貞婉（柳真飾演），事業成功的黃金單身女郎金善美（金有美飾演），以及相夫教子的貴婦權智賢（崔貞允飾演）。她們經歷過19歲的青春年華，和對未來感到憧憬的29歲，如今是即將跨入不惑之年的39歲女性，她們現在才正要學習愛。
尹貞婉受不了丈夫韓俊模（沈亨倬飾演）總是替人作保，還有婆家小姑源源不絕的債務問題，因此她在一年前如願離了婚。但恢復單身的生活卻依舊不好過，每天得為錢奔波、四處兼職，反觀前夫反而升上教授，這使她起了復合的念頭，殊不知俊模早已有個富裕的未婚妻。貞婉好不容易被電影公司相中，有幸和獲坎城影展肯定的吳慶修導演（嚴泰雄飾演）合作編劇，兩個孤獨的靈魂，從攜手建構電影故事開始，嘗試相互依偎、填補空虛，並再次接受愛情的滋潤。
富有聲譽的室內設計師金善美，外表看似光鮮亮麗，內心卻極度渴望愛。被社會貼上剩女標籤的她，就算被壞男人欺騙過，也不願正視眼前對她死心踏地的年輕男孩崔尹錫（朴敏雨飾演），繼續四處尋覓心目中的理想對象。當貞婉邀請她一同參與製作吳慶修導演的新作品，她看上這個具有才華的男人，但摯友貞婉的存在，卻阻礙了她追求自以為是幸福的機會。
嫁入豪門並受丈夫李奎植（南成鎮飾演）疼愛的權智賢，與初戀安道榮（金聖洙飾演）有著一段刻苦銘心的愛戀，彼此卻渾然不知被父母拆散的事實。她看似飛上枝頭變鳳凰，代價卻是遭婆婆暗中欺凌、與女兒劍拔駑張，不過她也同樣過著雙面人的生活，總是戴著賢妻良母的面具，掩蓋她又菸又酒的本性。如今，她與道榮意外重逢，解開誤會的同時，將被迫咀嚼愛過的記憶以及情愫，還伴隨著可能毀了彼此的天大秘密——他們有個女兒。

## 製作
2013年11月中旬，JTBC陸續宣布選角消息。嚴泰雄首個加入劇組，飾演性格粗獷的世界級電影導演吳慶修，他除了將展現不同於過往的角色魅力，也相當期待與執導過《我叫金三順》的金允哲導演合作。外貌溫和的電影公司代表安道榮，不僅具有讓投資者信服的能力，也是令女性傾心的珍稀男，該角色由富有男性魅力的金聖洙扮演，劇組期望揉合演員與角色富含的兩種魅力，達到最強的加乘效果。
柳真嘗試破格性的演技變身，挑戰演繹育有十歲兒子的單親媽媽。女主角尹貞婉的生活笑淚交織，她不僅是離異的大嬸，還因個性糊塗而遇上許多麻煩事。劇組寄望柳真獨特的演出魅力，能帶給男性觀眾無限的好感，並如暴風般地引起女性觀眾的共鳴。崔貞允卸下過往端雅的形象，刻畫雙面主婦的心理與矛盾，飾演在婆家面前武裝成高雅的賢妻良母，但在朋友面前又是另一副德性的豪門媳婦權智賢，她將與飾演摯友的柳真以及飾演女兒李世菈的陳智熙有諸多對手戲。
崔尹錫是背負學貸的88萬圓世代人物，他傾心竭力去愛，也渴求姊姊的愛，由新人朴敏雨詮釋這個可望擄獲女人心的純情年下男。平時給人時髦形象的金有美，飾演集學歷、家世、外貌與能力於一身的室內設計師金善美，她將揣摩黃金女郎的華麗外衣下，被現實打擊的悲哀與孤獨。金有美藉由演繹金善美的機會，得以探究成功的韓國女性背後不為人知的一面，認為觀眾也能從中對成功、愛情與未來等議題產生共鳴。
其他演員包括飾演貞婉母親的金惠玉、道榮父親的張勇、飾演韓俊模的沈亨倬、飾演道榮母親的金清、飾演智賢婆婆的林藝真、飾演智賢父親的吉用祐以及飾演李奎植的南成鎮等。
2013年11月底，劇組在JTBC本館的大會議室舉行首次讀本。12月初，於首爾江南區的工作室進行海報拍攝，參與演員除了五名主演外，還包括南成鎮、沈亨倬、朴敏雨以及飾演安京珠的張俊柔。12月中旬，首度公開官方海報。電視首播訂在2014年1月6日晚間9點45分，但JTBC在1月3日早上10點，於官網、YouTube、NAVER tvcast、Daum tvPot等平台提前釋出第一集，截至電視首播日，影片的觀看人數已超越十萬人次

## 演員陣容

### 主要人物
- 柳真 飾演 尹貞婉（台灣配音：詹雅菁）

39歲，離婚一年的單親媽媽，個性愛哭又愛笑，有過三年的編劇資歷，曾撰寫過高票房電影。婚後的夢想是脫離經濟艱困的婚姻生活，但離婚後的生活依舊是焦頭爛額。眼看前夫愛情事業兩得意，她邊打工邊寫作，家計仍舊十分吃緊。年近四十卻一事無成的她，想回到二十年或十年前的青春年華。
- 嚴泰雄 飾演 吳慶修（台灣配音：宋克軍）

35岁，榮獲坎城影展金棕櫚獎與最佳導演獎的天才導演，有著帥氣的臉蛋以及雕刻般的身材。和表哥道榮同樣出身富裕家庭，但「被母親拋棄」的想法，是他的陰影也是動力，並認為人無需假裝便生來孤獨。
- 金有美 飾演 金善美（台灣配音：馮友薇）

39歲，知名的室內設計師，貞婉與智賢的摯友。自法國學成歸國，30歲便創立了自己的工作室，表面是個事業成功的黃金單身女郎，但社會仍對她貼上性別與年齡歧視的標籤。內心無比地孤獨，但越是孤獨，越想做些瘋狂的事。
- 崔貞允 飾演 權智賢[註 1]（台灣配音：陳美貞）

39歲，是個人人稱羨的全職主婦。與初戀道榮莫名地分手後，心中仿佛刻下一道無法撫平的傷疤。出身貧困家庭，嫁入豪門看似風光，卻遭婆婆暗中欺凌。躋身貴婦的她，過起雙面人生，在疼愛她的丈夫面前，裝作一副賢妻良母的模樣，隱藏自己的本性。
- 金聖洙 飾演 安道榮（台灣配音：曹冀魯）

40岁，安電影公司代表，是個暖男。貞婉的上司，不僅是貞婉前夫的再婚對象京珠的哥哥，也是貞婉的摯友智賢的初戀。有過一段沒有愛情的短命婚姻，且至今仍忘不了智賢，當他倆再次重逢，智賢卻已是投資人的太太。

### 貞婉周邊人物
- 金惠玉 飾演 楊順玉（台灣配音：馮友薇）

60多岁，貞婉的母親，有著口直心快的個性。同樣是個離了婚的單親媽媽，曾經營著美容院，把唯一的女兒拉拔長大。
- 沈亨倬 飾演 韓俊模（台灣配音：李景唐）

39岁，貞婉的前夫。出身貧困家庭的孝順長子，但妹妹的債務問題卻成為他離婚的導火線。恢復單身後，終於從鐘點講師晉升大學教授，還準備和年輕千金安京珠再婚。他對生活仍艱困的貞婉感到歉疚，京珠介意前妻與兒子的態度也困擾著他，使他被迫審視內心真正的想法。
- 全俊赫 飾演 韓太極（台灣配音：馮友薇）

10岁，小學三年級，貞婉與俊模的兒子。是個比長輩都來得成熟的孩子，但卻無法與準繼母京珠和平共處，也對母親和慶修的關係感到質疑。

### 善美周邊人物
- 鄭秀英 飾演 文恩珠（台灣配音：陳美貞）

33歲，善美的公司職員，是個已婚婦女。人前人後是她的生活樂趣，對善美有諸多不滿，並懷著自立門戶的野心，準備背叛善美。
- 朴敏雨 飾演 崔尹錫（台灣配音：李景唐）

29歲，善美的公司職員，獨自從鄉下來到首爾就學與打拼，屬於88萬圓世代的青年。和善美短暫交往過，雖然真心愛著善美，但善美不視他為適婚對象，總是一再地邊利用他的感情，邊將他推開。
- 韓智友 飾演 張荷娜（台灣配音：曾允凡）

25歲，善美的公司職員，如同狐狸般的女人。漂亮又苗條，是女人討厭但男人喜歡的類型。

### 智賢周邊人物
- 林藝真（特別出演；台灣配音：陳美貞）

60代中旬，奎植的母親，在眾人面前表現得像是個好婆婆，背地裡卻一直折磨出身貧窮的智賢。
- 南成鎮 飾演 李奎植（台灣配音：李景唐）

41歲，智賢的丈夫，投資公司代表，笑容親切又疼愛妻小。豪門長子出身，認定滴酒不沾的智賢會是個特別的女人，殊不知智賢的形象只是假象，而妻子的秘密，也將改變他的性情。
- 陳智熙 飾演 李世菈（台灣配音：曾允凡）

15歲，智賢與奎植的女兒，與母親智賢有著嚴重的隔閡，還意外懷有身孕。
- 鄭佑根 飾演 李世鎮（台灣配音：詹雅菁）

5歲，智賢與奎植的兒子。
- 吉用祐（特別出演；台灣配音：曹冀魯）

60初歲，智賢的父親。當年為了拯救兒子，接受道榮家的金援，並暗中拆散智賢與道榮，因此一直對女兒懷有愧疚之心。
- 朴孝俊 飾演 權泰賢（台灣配音：宋克軍）

智賢的弟弟，在姊夫奎植的金援下，和父親共同經營著一間烤肉店。當年為了避免牢獄之災，破壞了姊姊的感情，事後才得知姊姊已經懷有身孕的事實，便收養了外甥女。
- 金秀珍 飾演 權俞京（台灣配音：馮友薇）

17歲，泰賢的女兒，實為智賢與道榮的亲生女儿，勤學又乖巧懂事。

### 慶修與道榮周邊人物
- 張俊柔 飾演 安京珠[註 2]（台灣配音：曾允凡）

27歲，道榮的妹妹，是個不成熟又自私的富家千金。不顧家人反對，堅持要嫁給失婚的大學教授俊模，卻無法忍受婆家與繼母的身份，更對俊模的前妻貞婉以及兒子太極懷有敵意。
- 徐東沅 飾演 朴勝龍（台灣配音：李景唐）

30歲，電影公司製作人，道榮的下屬。
- 金基賢[註 3]（特別出演；台灣配音：宋克軍）

道榮與京珠的父親，慶修的舅舅。
- 金清（特別出演；台灣配音：馮友薇）

道榮與京珠的母親，慶修的舅媽。
- 金希玲 飾演 安恩熙（特別出演；台灣配音：詹雅菁）

慶修的母親，患有失智症，因拋下年幼的慶修而不被諒解。

### 其他人物
- 金思權 飾演 趙製作（台灣配音：宋克軍）

39歲，電視節目《漂亮房屋》的製作人。公私不分，只是想玩弄善美的感情，並利用她的才能。
- 吳熙俊 飾演 韓東熙

善美的公司《屋林》的新職員，做事散漫粗心，老是出包。

### 特別出演
- 鄭東煥 飾演 男演員（第1集）

慶修執導並獲坎城影展肯定的電影《有罪》的男主角
- 金炳春 飾演 崔代表（第1-2集；台灣配音：曹冀魯）

電影公司代表，意圖非禮貞婉未果。
- 鄭愛妍 飾演 孫希秀（第1集；台灣配音：陳美貞）

女演員，《漂亮房屋》嘉賓。
- 丁奎秀 飾演 具代表（第4集；台灣配音：曹冀魯）

積欠貞婉稿費的電影公司代表
- 李在源（第5集；台灣配音：曹冀魯）

法院個人重生申請官
- 李允美 飾演 江秀希（第6集；台灣配音：陳美貞）

時尚服裝設計師
- 李龍女（第7集；台灣配音：曾允凡）

順玉的朋友，商店老闆娘。
- 金成珉 飾演 金英鎬（第10-11集；台灣配音：曹冀魯）

善美的相親對象，能源公司老闆。
- 金賢珠 飾演 自己（第13-14集；台灣配音：陳美貞）

女演員，貞婉的田調對象。
- 孔賢珠 飾演 申允荷（第17-18集；台灣配音：曾允凡）

女演員，慶修的前女友。

## 音樂

### 原聲帶

#### Part 1
| 發行日期：2014年1月27日 | 發行日期：2014年1月27日 | 發行日期：2014年1月27日 | 發行日期：2014年1月27日 | 發行日期：2014年1月27日 | 發行日期：2014年1月27日 | 發行日期：2014年1月27日 |
| 曲序                    | 曲目                    |                         | 作曲                    | 编曲                    | 演唱                    | 时长                    |
| ----------------------- | ----------------------- | ----------------------- | ----------------------- | ----------------------- | ----------------------- | ----------------------- |
| 1.                      | My Hero                 | 韓京惠 西涯俱樂部       | HARANHN                 | HARANHN                 | 智淑                    | 3:40                    |
| 2.                      | My Hero （inst.）       |                         | HARANHN                 | HARANHN                 |                         | 3:39                    |
| 总时长：                | 总时长：                | 总时长：                | 总时长：                | 总时长：                | 总时长：                | 7:19                    |

#### Part 2
| 發行日期：2014年2月3日 | 發行日期：2014年2月3日 | 發行日期：2014年2月3日 | 發行日期：2014年2月3日 | 發行日期：2014年2月3日 | 發行日期：2014年2月3日 | 發行日期：2014年2月3日 |
| 曲序                   | 曲目                   |                        | 作曲                   | 编曲                   | 演唱                   | 时长                   |
| ---------------------- | ---------------------- | ---------------------- | ---------------------- | ---------------------- | ---------------------- | ---------------------- |
| 1.                     | 想再愛一次             | 尹日尚                 | 尹日尚                 | 尹日尚                 | Lunafly                | 4:18                   |
| 2.                     | 想再愛一次 （inst.）   |                        | 尹日尚                 | 尹日尚                 |                        | 4:18                   |
| 总时长：               | 总时长：               | 总时长：               | 总时长：               | 总时长：               | 总时长：               | 8:36                   |

#### Part 3
| 發行日期：2014年2月10日 | 發行日期：2014年2月10日 | 發行日期：2014年2月10日 | 發行日期：2014年2月10日 | 發行日期：2014年2月10日 | 發行日期：2014年2月10日 | 發行日期：2014年2月10日 |
| 曲序                    | 曲目                    |                         | 作曲                    | 编曲                    | 演唱                    | 时长                    |
| ----------------------- | ----------------------- | ----------------------- | ----------------------- | ----------------------- | ----------------------- | ----------------------- |
| 1.                      | Everyday（韓語版）      | 巨正                    | 巨正                    | 巨正                    | GGot Jam Project        | 3:05                    |
| 2.                      | Everyday（inst.）       |                         | 巨正                    | 巨正                    |                         | 3:05                    |
| 总时长：                | 总时长：                | 总时长：                | 总时长：                | 总时长：                | 总时长：                | 6:10                    |

#### Part 4
| 發行日期：2014年3月4日 | 發行日期：2014年3月4日 | 發行日期：2014年3月4日 | 發行日期：2014年3月4日 | 發行日期：2014年3月4日 | 發行日期：2014年3月4日 | 發行日期：2014年3月4日 |
| 曲序                   | 曲目                   |                        | 作曲                   | 编曲                   | 演唱                   | 时长                   |
| ---------------------- | ---------------------- | ---------------------- | ---------------------- | ---------------------- | ---------------------- | ---------------------- |
| 1.                     | 壞傢伙哭了             | 李太建                 | JYMON 朴建優           | JYMON 朴建優           | LC9                    | 3:32                   |
| 2.                     | Softly                 | Enne                   | HARANHN                | HARANHN                | Sum 素妍               | 3:37                   |
| 3.                     | 壞傢伙哭了 （inst.）   |                        | JYMON 朴建優           | JYMON 朴建優           |                        | 3:32                   |
| 4.                     | Softly （inst.）       |                        | HARANHN                | HARANHN                |                        | 3:37                   |
| 总时长：               | 总时长：               | 总时长：               | 总时长：               | 总时长：               | 总时长：               | 14:18                  |

### 搭配歌曲
| 曲序 | 曲目               |      | 作曲 | 演唱 | 备注                 | 时长 |
| ---- | ------------------ | ---- | ---- | ---- | -------------------- | ---- |
| 1.   | 想你的夜（未眠版） | 關喆 | 關喆 | 關喆 | 衛視中文台首播片頭曲 | 4:44 |

## 收視率
| 集數   | 播出日期      | AGB收視率（全國） |
| ------ | ------------- | ----------------- |
| 第1集  | 2014年1月6日  | 1.425%            |
| 第2集  | 2014年1月7日  | 1.744%            |
| 第3集  | 2014年1月13日 | 1.448%            |
| 第4集  | 2014年1月14日 | 1.805%            |
| 第5集  | 2014年1月20日 | 2.013%            |
| 第6集  | 2014年1月21日 | 1.987%            |
| 第7集  | 2014年1月27日 | 1.749%            |
| 第8集  | 2014年1月28日 | 1.987%            |
| 第9集  | 2014年2月3日  | 1.652%            |
| 第10集 | 2014年2月4日  | 1.997%            |
| 第11集 | 2014年2月10日 | 1.663%            |
| 第12集 | 2014年2月11日 | 2.270%            |
| 第13集 | 2014年2月17日 | 1.850%            |
| 第14集 | 2014年2月18日 | 2.289%            |
| 第15集 | 2014年2月24日 | 1.977%            |
| 第16集 | 2014年2月25日 | 2.049%            |
| 第17集 | 2014年3月3日  | 2.715%            |
| 第18集 | 2014年3月4日  | 2.665%            |
| 第19集 | 2014年3月10日 | 2.511%            |
| 第20集 | 2014年3月11日 | 3.087%            |
| 平均   | 平均          | 2.044%            |

## 同時段競爭節目
- KBS：《總理與我》、《陽光滿溢》
- SBS：《溫暖的一句話》、《神的禮物－14天》
- MBC：《奇皇后》
- tvN：《需要浪漫3》

## 記事
- 崔貞允與南成鎮時隔10年繼《饒恕》後再度合作。

## 腳註
1. ↑  . JTBC worldwide.   [2018-02-11]. （原始内容存档于2019-08-18）.
2. ↑  . bnt新聞. 2014-01-02  [2021-06-21]. （原始内容存档于2020-04-18）.
3. ↑  유상우. . 紐西斯. 2014-03-12  [2021-06-22]. （原始内容存档于2021-06-30）.
4. ↑  한제희. . 日間體育報. 2013-11-12  [2021-06-24]. （原始内容存档于2021-06-24）.
5. ↑  . JTBC新聞. 2013-11-13  [2021-06-24]. （原始内容存档于2021-06-28）.
6. ↑  . JTBC新聞. 2013-11-15  [2021-06-24]. （原始内容存档于2021-06-27）.
7. ↑  . JTBC新聞. 2013-11-18  [2021-06-24]. （原始内容存档于2021-06-28）.
8. ↑  . JTBC新聞. 2013-11-21  [2021-06-24]. （原始内容存档于2021-06-28）.
9. ↑  . JTBC新聞. 2014-11-22  [2021-06-24]. （原始内容存档于2021-06-28）.
10. ↑  . JTBC新聞. 2013-11-28  [2021-06-24]. （原始内容存档于2021-06-30）.
11. ↑  . JTBC新聞. 2013-11-26  [2021-06-24]. （原始内容存档于2021-06-28）.
12. ↑  . JTBC新聞. 2013-12-04  [2021-06-24]. （原始内容存档于2021-06-28）.
13. ↑  . JTBC新聞. 2013-12-20  [2021-06-24]. （原始内容存档于2021-06-29）.
14. ↑  . JTBC新聞. 2014-01-03  [2021-06-24]. （原始内容存档于2021-06-28）.
15. ↑  원호연. . 日間體育報. 2014-01-06  [2021-06-24]. （原始内容存档于2021-06-28）.
16. ↑  . Bugs. 2014-01-27  [2021-06-23]. （原始内容存档于2021-06-27）.
17. ↑  . Melon. 2014-01-27  [2021-06-23]. （原始内容存档于2021-06-30）.
18. ↑  . Bugs. 2014-02-03  [2021-06-23]. （原始内容存档于2021-06-28）.
19. ↑  . Melon. 2014-02-03  [2021-06-23]. （原始内容存档于2021-06-29）.
20. ↑  . Bugs. 2014-02-10  [2021-06-23]. （原始内容存档于2021-06-27）.
21. ↑  . Melon. 2014-02-10  [2021-06-23]. （原始内容存档于2021-06-29）.
22. ↑  . Bugs. 2014-03-04  [2021-06-23]. （原始内容存档于2021-06-29）.
23. ↑  . Melon. 2014-03-04  [2021-06-23]. （原始内容存档于2021-06-27）.
24. ↑  . Daum.   [2021-06-21]. （原始内容存档于2021-06-28）.

## 外部連結
- 官方网站
- 官方網站－台灣衛視中文台節目介紹（繁體中文）

## 作品的變遷
| JTBC 月火劇                                      | JTBC 月火劇                                   | JTBC 月火劇 |
| ------------------------------------------------ | --------------------------------------------- | ----------- |
|                                                  | 我們能相愛嗎 （2014年1月6日 - 2014年3月11日） |             |
| 你鄰居的妻子 （2013年10月14日 - 2013年12月24日） | 密會 （2014年3月17日 - 2014年5月13日）        |             |

| 臺灣 衛視中文台 星期一至五 21:00 - 22:00   | 臺灣 衛視中文台 星期一至五 21:00 - 22:00          | 臺灣 衛視中文台 星期一至五 21:00 - 22:00     |
| ------------------------------------------ | ------------------------------------------------- | -------------------------------------------- |
|                                            | 我們可以相愛嗎 （2014年9月1日 - 2014年10月6日）   |                                              |
| 流氓王子 （2014年7月28日 - 2014年8月29日） | 愛在異鄉 （2014年10月7日 - 2014年11月12日）       |                                              |
| 臺灣 星衛娛樂台 星期一至五 21:00 - 22:00   |                                                   |                                              |
| 流氓王子 （2014年9月4日 - 2014年10月8日）  | 我們可以相愛嗎 （2014年10月9日 - 2014年11月13日） | 愛在異鄉 （2014年11月14日 - 2014年12月22日） |

| 新加坡 星和娱家戏剧台 每週一至週五 17:45 - 19:00 | 新加坡 星和娱家戏剧台 每週一至週五 17:45 - 19:00  | 新加坡 星和娱家戏剧台 每週一至週五 17:45 - 19:00 |
| ------------------------------------------------ | ------------------------------------------------- | ------------------------------------------------ |
|                                                  | 我們可以相愛嗎 （2015年12月15日 - 2016年1月11日） |                                                  |
| 百年新娘 （2015年11月17日 - 2015年12月14日）     | 我的愛屬於你 （2016年1月12日 - 2016年4月4日）     |                                                  |